# لیگ ملی جنوب فوتبال انگلستان
 لیگ ملی جنوب فوتبال انگلستان  (به انگلیسی: National league South) ششمین لیگ معتبر انگلستان است که در سال ۲۰۰۴ میلادی راه‌اندازی شده‌است.
تیم‌های صعودکننده این لیگ به لیگ ملی فوتبال انگلستان راه‌میابند و تیم‌های سقوط‌کننده نیز به لیگ فوتبال شمالی انگلستان و لیگ فوتبال جنوبی انگلستان تنزل می‌یابند.